# Cratere Shuleykin
Shuleykin è un cratere lunare di 14,67 km situato nella parte sud-orientale della faccia nascosta della Luna.